# Mamacita (canción de Daddy Yankee y Pharrell Williams)
«Mamacita» es una canción de Pharrell Williams y Daddy Yankee producida por The Neptunes & Luny Tunes. La canción fue lanzada en el año 2005 en la isla de Puerto Rico y en el 2006 se lanzó como un sencillo del álbum de Pharrell In My Mind pero este no salió. Por este motivo la sociedad de fanáticos de Daddy Yankee el DYMFC decidió que había que colocarlo en el álbum digital Daddy Yankee.

## Lista de canciones

### CD sencillo
| N.º | Título                                                      | Duración |  |
| 1.  | «Mamacita (full length)» (Daddy Yankee & Pharrell Williams) | 5:05     |  |
| 2.  | «Mamacita (edit)» (Daddy Yankee & Pharrell Williams)        | 4:23     |  |